# Бокур сир л'Анкр
Бокур сир л'Анкр (фр. Beaucourt-sur-l'Ancre) насеље је и општина у североисточној Француској у региону Пикардија, у департману Сома која припада префектури Перон.
По подацима из 2011. године у општини је живело 98 становника, а густина насељености је износила 27,92 становника/km². Општина се простире на површини од 3,51 km². Налази се на средњој надморској висини од 77 метара (максималној 139 m, а минималној 73 m).

## Демографија
| 1962. | 1968. | 1975. | 1982. | 1990. | 1999. | 2011. |
| ----- | ----- | ----- | ----- | ----- | ----- | ----- |
| 122   | 127   | 111   | 103   | 90    | 87    | 98    |

График промене броја становника у току последњих година